# Múscul recte superior de l'ull
El múscul recte superior de l'ull (musculus rectus superior bulbi) es troba a la regió superior o sostre de l'òrbita ocular; és un de sis músculs que controlen el moviment del globus ocular. La seva acció principal és la de girar l'ull cap amunt, encara que col·labora en el moviment cap al centre i també el que permet allunyar l'ull de la línia mitjana.
Com la resta dels músculs rectes de l'ull, el recte superior neix al vèrtex de l'òrbita ocular per mitjà d'un tendó comú, l'anell de Zinn. Després de separar-se de la resta dels músculs rectes, el recte superior segueix des del darrere cap al davant pel sostre de l'òrbita, del qual està separat per l'elevador de la parpella. Les fibres del múscul té relació amb el nervi frontal, amb fibres de l'oblic superior, diverses artèries i venes i, per sota, amb el nervi òptic. Al final del seu recorregut, acaba en un tendó aplanat que s'insereix en l'escleròtica, una mica per davant de l'equador del globus ocular.
Està innervat pel III nervi cranial, el nervi oculomotor; és un dels músculs de l'ull innervat pel nervi oculomotor. L'única artèria que proveeix irrigació sanguínia a l'òrbita és l'artèria oftàlmica, que és una branca de la caròtide interna, just abans del polígon de Willis. El múscul recte superior és l'únic múscul que és capaç d'elevar la nineta quan està en una posició d'abducció completa.